# خثيات خضراء
الخثيات الخضر (الاسم العلمي Bryopsidales)، رتبة نباتات من الطحالب الخضراء وطائفة الأشنيات الأولفانية.